# SpaceX CRS-10
SpaceX CRS-10 è una missione spaziale privata di rifornimento per la Stazione spaziale internazionale, programmata da SpaceX per la NASA, nell'ambito del programma Commercial Resupply Services.
Il vettore utilizzato è stato un Falcon 9 FT che ha portato in orbita il veicolo cargo Dragon, e dopo il lancio ha effettuato con successo l'atterraggio sulla Landing Zone 1 (si tratta del terzo atterraggio sulla LZ-1).
Il lancio è avvenuto il 19 febbraio 2017 alle ore 15:39 CEST, dal Pad 39A (Kennedy Space Center Launch Complex 39). Si è trattato del primo lancio da questo complesso del Falcon 9 e del primo lancio dalla missione STS-135 dell'8 luglio 2011, l'ultimo del Programma Space Shuttle. La capsula Dragon è stata catturata dal Canadarm alle ore 11:44 CEST del 23 febbraio 2017, ed è stata agganciata alla ISS alle ore 14:13 dello stesso giorno.